# Egito nos Jogos Olímpicos de Verão de 2008
O Egito competiu nos Jogos Olímpicos de Verão de 2008, em Pequim, na China.

## Medalhistas
| Atleta        | Esporte | Evento              | Medalha |
| ------------- | ------- | ------------------- | ------- |
| Hesham Mesbah | Judô    | Até 90 kg masculino | Bronze  |

## Desempenho

### Atletismo
| Atleta          | Provas                         | Elim.  | Elim. | 1/4 de final | 1/4 de final | Semifinal   | Semifinal   | Final       | Final       |
| Atleta          | Provas                         | Tempo  | Pos.  | Tempo        | Pos.         | Tempo       | Pos.        | Tempo       | Pos.        |
| --------------- | ------------------------------ | ------ | ----- | ------------ | ------------ | ----------- | ----------- | ----------- | ----------- |
| Amr Seoud       | 200 m masculino                | 20.75  | 5     | 20.55        | 6            | Não avançou | Não avançou | Não avançou | Não avançou |
| Yasser Farag    | Arremesso de peso masculino    | 18.42m | 37    |              |              | Não avançou | Não avançou | Não avançou | Não avançou |
| Omar El Ghazaly | Arremesso de disco masculino   | 60.24  | 23    |              |              | Não avançou | Não avançou | Não avançou | Não avançou |
| Mohsen Anani    | Arremesso de martelo masculino | NM     | -     |              |              | Não avançou | Não avançou | Não avançou | Não avançou |

### Badminton
Feminino
| Atleta      | Prova   | 1/32 de final          | 1/16 de final          | 1/8 de final           | 1/4 de final           | Semifinais             | Final                  | Final       |             |
| Atleta      | Prova   | Adversário e resultado | Adversário e resultado | Adversário e resultado | Adversário e resultado | Adversário e resultado | Adversário e resultado | Pos.        |             |
| ----------- | ------- | ---------------------- | ---------------------- | ---------------------- | ---------------------- | ---------------------- | ---------------------- | ----------- | ----------- |
| Hadia Hosny | Simples | MEX Angulo V 2-1       | BUL Nedelcheva D 0-2   | Não avançou            | Não avançou            | Não avançou            | Não avançou            | Não avançou | Não avançou |

### Boxe
| Hosam Bakr Abdin | Meio-médio  |                                | THA Non Boonjumnong V 11-10     | CUB Carlos Banteaux Suárez D 3-10 | Não avançou | Não avançou | Não avançou | Não avançou |
| Mohamed Hikal    | Médio       | GBR James Degale D 4-13        | Não avançou                     | Não avançou                       | Não avançou | Não avançou |             |             |
| Ramadan Yasser   | Meio-pesado | BLR Ramazan Magamedau V +10-10 | ALG Abdelhafid Benchabla D 6-13 | Não avançou                       | Não avançou | Não avançou | Não avançou |             |

### Esgrima
| Ahmed Nabil                                               | Espada individual masculino  | EST Nikolai Novosjolov D 8-15 | Não avançou                      | Não avançou | Não avançou                                                              | Não avançou | Não avançou |             |             |             |
| Mostafa Nagaty                                            | Florete individual masculino |                               | USA Gerek Meinhardt D 3-15       | Não avançou | Não avançou                                                              | Não avançou | Não avançou | Não avançou |             |             |
| Mahmoud Samir                                             | Sabre individual masculino   | BRA Renzo Agresta D 10-15     | Não avançou                      | Não avançou | Não avançou                                                              | Não avançou | Não avançou |             |             |             |
| Gamal Fathy                                               | Sabre individual masculino   | CAN Philippe Beaudry D 8-15   | Não avançou                      | Não avançou | Não avançou                                                              | Não avançou | Não avançou |             |             |             |
| Shadi Talaat                                              | Sabre individual masculino   | BLR Valery Pryiemka D 7-15    | Não avançou                      | Não avançou | Não avançou                                                              | Não avançou | Não avançou |             |             |             |
| Mahmoud Samir Gamal Fathy Shadi Talaat Tamim Ghazy        | Sabre por equipes masculino  |                               |                                  |             | FRA França D 31-45 BLR Bielorrússia D 22-45 HUN Hungria D 25-45 8º geral | Não avançou | Não avançou | Não avançou | Não avançou | Não avançou |
| Aya El Sayed                                              | Espada individual feminino   |                               | FRA Hajnalka Kiraly Picot D 7-15 | Não avançou | Não avançou                                                              | Não avançou | Não avançou | Não avançou |             |             |
| Iman Shaban                                               | Florete individual feminino  | EGY Shaimaa El Gammal D 12-15 | Não avançou                      | Não avançou | Não avançou                                                              | Não avançou | Não avançou |             |             |             |
| Shaimaa El Gammal                                         | Florete individual feminino  | EGY Iman Shaban V 15-12       | KOR Nam Hyun-Hee D 6-15          | Não avançou | Não avançou                                                              | Não avançou | Não avançou |             |             |             |
| Iman El Gammal                                            | Florete individual feminino  | NED Indra Angad-Gaur D 4-13   | Não avançou                      | Não avançou | Não avançou                                                              | Não avançou | Não avançou |             |             |             |
| Iman Shaban Iman El Gammal Salma Soueif Shaimaa El Gammal | Florete por equipes feminino |                               |                                  |             | RUS Rússia D 23-45 CHN China D 24-45 POL Polônia D 14-45 8º geral        | Não avançou | Não avançou | Não avançou | Não avançou | Não avançou |

### Ginástica artística
| Atleta           | Prova     | Aparelho | Aparelho | Aparelho | Aparelho | Aparelho  | Aparelho | Aparelho | Aparelho  | Qualificação | Qualificação | Final       | Final       |
| Atleta           | Prova     | Salto    | Solo     | Cavalo   | Argolas  | B. paral. | B. fixa  | Trave    | B. assim. | Total        | Pos.         | Total       | Pos.        |
| ---------------- | --------- | -------- | -------- | -------- | -------- | --------- | -------- | -------- | --------- | ------------ | ------------ | ----------- | ----------- |
| Mohamed Serour   | Masculino | 15.325   | 13.450   | 13.250   | 12.675   | 12.375    | 14.125   | -        | -         | 81.200       | 44           | Não avançou | Não avançou |
| Sherine El-Zeiny | Feminino  | 13.750   | 12.650   | -        | -        | -         | -        | 10.600   | 13.000    | 50.000       | 61           | Não avançou | Não avançou |

### Handebol
Masculino
| Equipe | Fase de Grupos                                                                                               | Fase de Grupos | Quartas de final       | Semifinal              | Final                  | Pos. |
| Equipe | Adversário e resultado                                                                                       | Pos.           | Adversário e resultado | Adversário e resultado | Adversário e resultado | Pos. |
| --- | --- | -------------- | ---------------------- | ---------------------- | ---------------------- | ---- |
| Mohamed Nakib Walid Abdel Maksoud Hussein Mabrouk Moustafa Hussien Ahmed El Ahmar Mohamed Ramadan Abouelfetoh Abdelrazekv Mahmoud Hassaballah Hassan Mabrouk Mohamed Abd Elsalam Belal Mabrouk Hany El Fakhrany Hassan Yousry Hussein Zaky | DEN Dinamarca E 23-23 RUS Rússia D 27-28 GER Alemanha D 23-25 KOR Coreia do Sul D 22-24 ISL Islândia E 32-32 | 6º (Gr. B)     | Não avançou            | Não avançou            | Não avançou            | 7º   |

### Halterofilismo
| Atleta               | Prova             | Arranque | Arranque | Arremesso | Arremesso | Total | Pos. |
| Atleta               | Prova             | Res.     | Pos.     | Res.      | Pos.      | Total | Pos. |
| -------------------- | ----------------- | -------- | -------- | --------- | --------- | ----- | ---- |
| Mohamed Abd Elbaki   | -62 kg masculino  | 129      | 12       | 159       | 7         | 288   | 8    |
| Tarik Abdelazim      | -69 kg masculino  | 138      | 12       | 172       | 6         | 310   | 11   |
| Mahmoud Elhaddad     | -77 kg masculino  | 150      | 15       | 192       | 7         | 342   | 12   |
| Abdelrahman El Sayed | -105 kg masculino | 175      | 13       | 210       | 14        | 385   | 14   |
| Abir Khalil          | -69 kg feminino   | 105      | 6        | 133       | 5         | 238   | 5    |

### Hipismo
Saltos
| Atleta          | Cavalo | Prova      | Fase 1 | Fase 1 | Fase 2 | Fase 2 | Fase 2 | Fase 3      | Fase 3      | Fase 3      | Final       | Final       | Final       | Final       | Final       | Final       |             |
| Atleta          | Cavalo | Prova      | Fase 1 | Fase 1 | Fase 2 | Fase 2 | Fase 2 | Fase 3      | Fase 3      | Fase 3      | Fase A      | Fase A      | Fase B      | Fase B      | Total       | Total       |             |
| Atleta          | Cavalo | Prova      | Pen.   | Pos.   | Pen.   | Total  | Pos.   | Pen.        | Total       | Pos.        | Pen.        | Pos.        | Pen.        | Pos.        | Pen.        | Pos.        |             |
| --------------- | ------ | ---------- | ------ | ------ | ------ | ------ | ------ | ----------- | ----------- | ----------- | ----------- | ----------- | ----------- | ----------- | ----------- | ----------- | ----------- |
| Karim El Zoghby | Aladin | Individual | 52     | 76     | DNF    | DNF    | DNF    | Não avançou | Não avançou | Não avançou | Não avançou | Não avançou | Não avançou | Não avançou | Não avançou | Não avançou | Não avançou |

### Judô
| Atleta           | Prova             | Preliminares           | 1/16 de final                  | 1/8 de final                       | 1/4 de final           | Semifinais             | Repescagem 1ª fase                     | Repescagem 1/4 de final          | Repescagem Semifinais            | Final                                    | Pos.              |
| Atleta           | Prova             | Adversário e resultado | Adversário e resultado         | Adversário e resultado             | Adversário e resultado | Adversário e resultado | Adversário e resultado                 | Adversário e resultado           | Adversário e resultado           | Adversário e resultado                   | Pos.              |
| ---------------- | ----------------- | ---------------------- | ------------------------------ | ---------------------------------- | ---------------------- | ---------------------- | -------------------------------------- | -------------------------------- | -------------------------------- | ---------------------------------------- | ----------------- |
| Amin El Hady     | −66 kg masculino  |                        | ARM Armen Nazaryan V 0001-0000 | CUB Yordanis Arencibia D 0000-0001 |                        |                        | AND Daniel Garcia Gonzalez V 1001-0001 | USA Taylor Takata V 1000-0001    | UZB Mirali Sharipov D 0001-0101  | Não avançou                              | Não avançou       |
| Hesham Mesbah    | −90 kg masculino  |                        | KOR Choi Sun-Hi V 0001-0000    | GEO Irakli Tsirekidze D 0001-0010  |                        |                        |                                        | AZE Elkhan Mammadov V 0011-0010  | BLR Andrei Kazusenok V 1001-0001 | FRA Yves-Matthieu Dafreville V 1000-0000 | Medalha de bronze |
| Islam El Shehaby | +100 kg masculino |                        | HUN Barna Bor V 0120-0010      | JPN Satoshi Ishii D 0000-1001      |                        |                        | ITA Paolo Bianchessi D 0000-0010       | Não avançou                      | Não avançou                      | Não avançou                              | Não avançou       |
| Samah Ramadan    | +78 kg feminino   |                        |                                | CUB Idalys Ortiz D 0000-0110       |                        |                        |                                        | AUS Janelle Shepherd V 1000-0000 | KOR Kim Na-young D 0000-0200     | Não avançou                              | Não avançou       |

### Lutas
| Atleta                  | Prova                  | Qualificação           | 1/8 de final           | 1/4 de final           | Semifinais             | Repescagem Fase 1      | Repescagem Fase 2      | Final                  |
| Atleta                  | Prova                  | Adversário e resultado | Adversário e resultado | Adversário e resultado | Adversário e resultado | Adversário e resultado | Adversário e resultado | Adversário e resultado |
| ----------------------- | ---------------------- | ---------------------- | ---------------------- | ---------------------- | ---------------------- | ---------------------- | ---------------------- | ---------------------- |
| Hassan Madani           | Livre −60 kg masculino |                        | IRI M. Mohammadi D 0-9 | Não avançou            | Não avançou            | Não avançou            | Não avançou            | Não avançou            |
| Saleh Emara             | Livre −96 kg masculino |                        | IRI S. Ebrahimi D 5-6  | Não avançou            | Não avançou            | Não avançou            | Não avançou            | Não avançou            |
| Haiat Farag             | Livre −63 kg feminino  | USA R. Miller D 3-0    | Não avançou            | Não avançou            | Não avançou            | Não avançou            | Não avançou            | Não avançou            |
| Mostafa Hassan          | Greco-romana −55 kg    | AZE R. Bayramov D 0-12 |                        |                        |                        |                        | CUB Y. Hernández D 1-9 | Não avançou            |
| Ashraf Mohamed Meligy   | Greco-romana −60 kg    | ROU E. Diaconu D 3-3   | Não avançou            | Não avançou            | Não avançou            | Não avançou            | Não avançou            | Não avançou            |
| Karam Gaber             | Greco-romana −96 kg    |                        | ALB E. Guri D 3:1      | Não avançou            | Não avançou            | Não avançou            | Não avançou            | Não avançou            |
| Yasser Abdelrahman Sakr | Greco-romana −120 kg   |                        | ARM Y. Patrikeev D 3:1 | Não avançou            | Não avançou            | Não avançou            | Não avançou            | Não avançou            |

### Natação
| Atleta            | Prova                       | Elim. | Elim. | Semifinal   | Semifinal   | Final       | Final       |
| Atleta            | Prova                       | Tempo | Pos.  | Tempo       | Pos.        | Tempo       | Pos.        |
| ----------------- | --------------------------- | ----- | ----- | ----------- | ----------- | ----------- | ----------- |
| Mohamed El Nady   | 50 m livre masculino        | 23.92 | 54    | Não avançou | Não avançou | Não avançou | Não avançou |
| Ahmed Nada        | 100 m borboleta masculino   | 55.59 | 61    | Não avançou | Não avançou | Não avançou | Não avançou |
| Mohamed El Zanaty | Maratona aquática masculina | N/A   | N/A   | N/A         | N/A         | 1:55:17.0   | 20          |

### Nado sincronizado
| Atleta | Prova   | Rotina técnica | Rotina técnica | Rotina livre (elim.) | Rotina livre (elim.) | Rotina livre (elim.) | Rotina livre (elim.) | Rotina livre (Final) | Rotina livre (Final) | Rotina livre (Final) | Rotina livre (Final) |
| Atleta | Prova   | Pts.           | Pos.           | Pts.                 | Pos.                 | Total Pts.           | Pos.                 | Pts.                 | Pos.                 | Total Pts.           | Pos.                 |
| --- | ------- | -------------- | -------------- | -------------------- | -------------------- | -------------------- | -------------------- | -------------------- | -------------------- | -------------------- | -------------------- |
| Dalia El Gebaly Reem Abdalazem | Dueto   | 80.833         | 24             | 80.500               | 24                   |                      |                      | Não avançou          | Não avançou          | Não avançou          | Não avançou          |
| Nouran Saleh Dalia El Gebaly Mai Mohamed Shaza El Sayed Lamyaa Badawi Reem Abdalazem Aziza Abdelfattah Hagar Badran Youmna Khallaf | Equipes | 79.500         | 8              |                      |                      |                      |                      | 82.166               | 8                    |                      |                      |

### Pentatlo moderno
| Atleta         | Prova     | Tiro | Esgrima | Natação | Saltos | Corrida | Total de Pontos | Pos. |
| -------------- | --------- | ---- | ------- | ------- | ------ | ------- | --------------- | ---- |
| Amro El Geziry | Masculino | 1024 | 760     | 1412    | 484    | 1008    | 4688            | 32   |
| Aya Medany     | Feminino  | 1144 | 928     | 1292    | 1004   | 1176    | 5544            | 8    |
| Omnia Fakhry   | Feminino  | 1168 | 808     | 1292    | 776    | 952     | 4996            | 30   |

### Remo
| Atleta(s)                                                 | Prova                     | Elim.   | Elim. | Repescagem | Repescagem | 1/4 de final | 1/4 de final | Semifinais  | Semifinais  | Final       | Final       |
| Atleta(s)                                                 | Prova                     | Tempo   | Pos.  | Tempo      | Pos.       | Tempo        | Pos.         | Tempo       | Pos.        | Tempo       | Pos.        |
| --------------------------------------------------------- | ------------------------- | ------- | ----- | ---------- | ---------- | ------------ | ------------ | ----------- | ----------- | ----------- | ----------- |
| Aly Ibrahim                                               | Skiff simples masculino   | 7:43.70 | 19    |            |            | 7:24.77      | 21           | 7:20.73     | 19          | 7:26.06     | 8 (C)       |
| Ibrahim Abd El Razek Mohamed Zidan Ahmed Gad Amin Ramadan | Quatro sem leve masculino | 6:11.71 | 13    | 6:37.50    | 4          | Não avançou  | Não avançou  | Não avançou | Não avançou | Não avançou | Não avançou |
| Heba Ahmed                                                | Skiff simples feminino    | 8:46.96 | 25    |            |            |              |              |             |             | 8:07.10     | 2 (E)       |

### Taekwondo
Feminino
| Atleta        | Prova          | 1/8 de final           | 1/4 de final           | Semifinais             | Repescagem 1ª fase      | Repescagem Disputa do bronze | Final                  |
| Atleta        | Prova          | Adversário e resultado | Adversário e resultado | Adversário e resultado | Adversário e resultado  | Adversário e resultado       | Adversário e resultado |
| ------------- | -------------- | ---------------------- | ---------------------- | ---------------------- | ----------------------- | ---------------------------- | ---------------------- |
| Noha Abd Rabo | +67kg feminino | NOR Nina Solheim D 3-9 |                        |                        | MAS Chan Che Chew V 5-1 | GBR Sarah Stevenson D 1-5    |                        |

### Tênis de mesa
| Atleta             | Prova                | Preliminar                 | Fase 1                 | Fase 2                 | Fase 3                 | Fase 4                 | 1/4 de final           | Semifinais             | Final                  |
| Atleta             | Prova                | Adversário e resultado     | Adversário e resultado | Adversário e resultado | Adversário e resultado | Adversário e resultado | Adversário e resultado | Adversário e resultado | Adversário e resultado |
| ------------------ | -------------------- | -------------------------- | ---------------------- | ---------------------- | ---------------------- | ---------------------- | ---------------------- | ---------------------- | ---------------------- |
| El-Sayed Lashin    | Individual masculino | ARG P. Tabachnik V 4-2     | POR M. Freitas D 1-4   | Não avançou            | Não avançou            | Não avançou            | Não avançou            | Não avançou            | Não avançou            |
| Adel Massaad       | Individual masculino | ESP A. Carneros D 2-4      | Não avançou            | Não avançou            | Não avançou            | Não avançou            | Não avançou            | Não avançou            | Não avançou            |
| Ahmed Ali Saleh    | Individual masculino | AUS K. Davis V 4-1         | FRA D. Eloi D 3-4      | Não avançou            | Não avançou            | Não avançou            | Não avançou            | Não avançou            | Não avançou            |
| Shaimaa Abdul-Aziz | Individual feminino  | TPE Pan L-C D 0-4          | Não avançou            | Não avançou            | Não avançou            | Não avançou            | Não avançou            | Não avançou            | Não avançou            |
| Noha Yousry        | Individual feminino  | UKR T. Sorochinskaya D 0-4 | Não avançou            | Não avançou            | Não avançou            | Não avançou            | Não avançou            | Não avançou            | Não avançou            |

### Tiro
| Atleta             | Prova                            | Qualif. | Qualif. | Final       | Final       | Pos. |
| Atleta             | Prova                            | Escore  | Pos.    | Escore      | Total       | Pos. |
| ------------------ | -------------------------------- | ------- | ------- | ----------- | ----------- | ---- |
| Hazem Mohamed      | Carabina deitado 50 m masculino  | 576     | 56      | Não avançou | Não avançou | 56   |
| Mohamed Amer       | Carabina três posições masculino | 1135    | 46      | Não avançou | Não avançou | 46   |
| Mohamed Abdellah   | Carabina de ar 10 m masculino    | 586     | 43      | Não avançou | Não avançou | 43   |
| Mahmod Abdelaly    | Pistola de ar 10 m masculino     | 563     | 47      | Não avançou | Não avançou | 46   |
| Samy Razaek        | Pistola livre 50 m masculino     | 549     | 32      | Não avançou | Não avançou | 31   |
| Franco Donato      | Skeet masculino                  | 106     | 36      | Não avançou | Não avançou | 36   |
| Adham Medhat       | Fossa olímpica masculino         | 108     | 32      | Não avançou | Não avançou | 32   |
| Shimaa Abdel-Latif | Carabina de ar 10 m feminino     | 393     | 23      | Não avançou | Não avançou | 23   |
| Mona El-Hawary     | Skeet feminino                   | 50      | 19      | Não avançou | Não avançou | 19   |

### Tiro com arco
Masculino
| Atleta          | Prova                | Classificatória | Classificatória | 1/32 de final            | 1/16 de final          | 1/8 de final           | 1/4 de final           | Semifinais             | Final                  | Final |
| Atleta          | Prova                | Escore          | Pos.            | Adversário e resultado   | Adversário e resultado | Adversário e resultado | Adversário e resultado | Adversário e resultado | Adversário e resultado | Pos.  |
| --------------- | -------------------- | --------------- | --------------- | ------------------------ | ---------------------- | ---------------------- | ---------------------- | ---------------------- | ---------------------- | ----- |
| Maged Youssef   | Individual masculino | 605             | 62              | UKR Ruban (3) D 96-111   | Não avançou            | Não avançou            | Não avançou            | Não avançou            | Não avançou            | 62    |
| Soha Abed Elaal | Individual feminino  | 587             | 57              | GBR Folkard (8) D 95-107 | Não avançou            | Não avançou            | Não avançou            | Não avançou            | Não avançou            | 63    |

### Voleibol
Masculino
| Equipe | Fase de Grupos | Fase de Grupos | Quartas de final       | Semifinal              | Final                  | Pos. |
| Equipe | Adversário e resultado | Pos.           | Adversário e resultado | Adversário e resultado | Adversário e resultado | Pos. |
| --- | --- | -------------- | ---------------------- | ---------------------- | ---------------------- | ---- |
| Hamdy Awad Abdalla Ahmed Mohamed Gabal Ahmed Abdel Naeim Abdel Latif Ahmed Wael Al Aydy Ashraf Abouelhassan Saleh Youssef Mohamed Badawy Hossameldin Gomaa Mohamed Seif Elnasr Mahmoud Abd El Kader | BRA Brasil D 0–3 (19–25, 15–25, 18–25) POL Polônia D 0–3 (21–25, 18–25, 10–25) GER Alemanha D 0–3 (27–29, 21–25, 21–25) RUS Rússia D 0–3 (19–25, 14–25, 18–25) SRB Sérvia D 0–3 (16-25, 13-25, 17-25) | 6º (Gr. B)     | Não avançou            | Não avançou            | Não avançou            | 11º  |

### Remo
| S | Classificado(a) para as semifinais |    |                        | FA | Final A (disputa de medalhas) |  |  | FD | Final D (sem medalhas) |
| Q | Classificado(a) para as quartas    | FB | Final B (sem medalhas) | FE | Final E (sem medalhas)        |  |  |    |                        |
| R | Classificado(a) para a repescagem  | FC | Final C (sem medalhas) | FF | Final F (sem medalhas)        |  |  |    |                        |